# Бомбардировка на Ла Гарига
Бомбардировката на Ла Гарига е поредица от националистически въздушни удари, извършени в Ла Гарига, провинция Барселона в Каталония на 28 и 29 януари 1939 г. по време на последната фаза от Гражданската война в Испания. Загиват 13 цивилни при бомбардировките.

## Предпоставки
На 26 януари националистическите войски превземат Барселона, а на 28 януари Гранолерс, но за кратко спират офанзивата си. Републиканските цивилни и войници бягат на север, а националистическата авиация, легион „Кондор“ и Легионерска авиация бомбардират пътищата и селищата между Барселона и френската граница.

## Бомбардировката
Ла Гарига е малко градче с 10 000 жители (сред които 7 000 бежанци от Мадрид и Страната на баските), без противовъздушна отбрана. На 28 януари отстъпващите войски на Енрике Листер напускат града и бягат на север, а на следващия ден десет италиански бомбардировача Savoia-Marchetti бомбардират града. На 29 януари италианските бомбардировачи отново атакуват града. Загиват 13 цивилни, сред които петима бежанци и седем деца.
Националистическите войски окупират Ла Гарига на 1 февруари.